# Imagem corporal

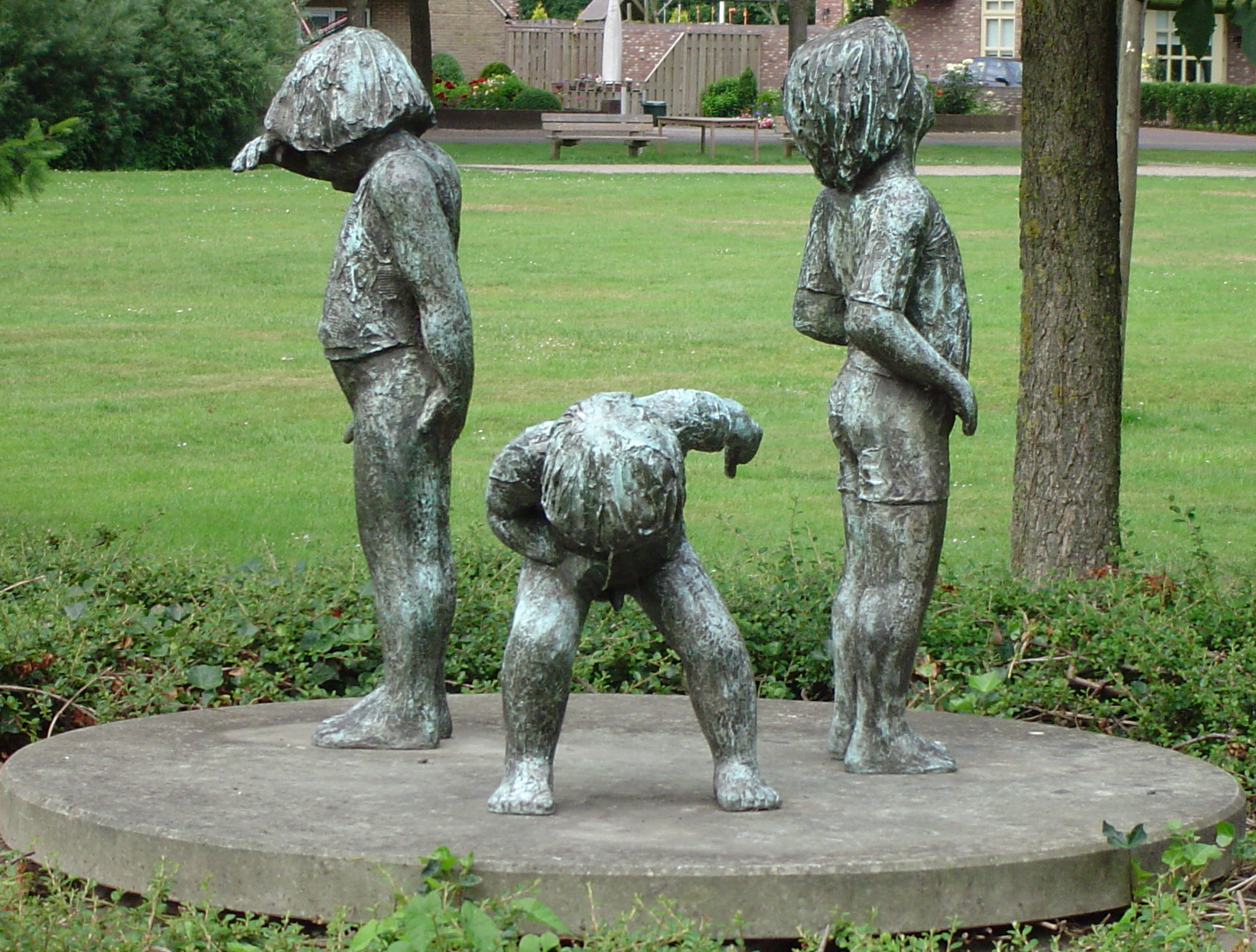
A descoberta do mundo e dos outros passa pela autodescoberta e do estabelecimento de uma imagem corporal, adquiridas na infância. Bronze Enfants à la découverte de Joanika Ring, Overlangel, 1995).

A imagem corporal é o conceito que cada pessoa tem de seu corpo e suas partes. Para que este conceito se forme é necessário o conhecimento tanto das estruturas anatômicas e relações entre as partes do corpo, bem como dos movimentos e funções de cada parte do corpo, além do reconhecimento da posição do corpo no espaço e em relação aos objetos.
A imagem corporal é como o corpo se apresenta para nós, ou seja, como vemos nós mesmos. Essa imagem será influenciada pelo meio em que vivemos e pelas situações que enfrentamos.
A boa formação da imagem corporal é ponto importante para aquisição de outras qualidades psicomotoras e principalmente para o auto-conceito.